# 껀터 국제공항
껀터 국제공항(베트남어: Sân bay Cần Thơ, 芹苴空港, IATA: VCA, ICAO: VVCT)은 베트남 꽝응아이 성 꽝응아이에 있는 국제공항으로 시내 중심으로부터 2km 떨어져 있으며 택시로 5~8분이 걸린다. 2011년 1월 1일 활주로를 3000m x 45m로 확장하고, 터미널 공사를 마무리하여, 연간 300만 명의 승객을 수용할 수 있는 국제공항으로 재개항하였다.

## 역사
짜녹 공항은 1965년 베트남 전쟁 당시 미 공군 공병 부대에 의해 군용 비행장으로 지어졌으며 빈투이 공군기지가 되었다. 미국 공군 뿐만 아니라 1975년까지 베트남 공군 제4 항공 사단 본부로 사용되었다.

### 확장
껀터 국제공항 프로젝트는 2005년 4월 9일 시작되어 2단계로 나뉘었다. 1단계 업그레이드에서는 활주로를 확장하는 공사로 A320, A321 수준의 항공기를 운항하기 위함이었다. 2단계 확장 공사에서는 국제공항에 따라 B747-400 규모의 항공기를 수용할 수 있도록 했다. 2011년 1월 1일에 이 공사가 마무리되고 총리의 참가로 개막식을 거행했다.

## 운항 노선

### 국내선
| 항공사          | 목적지                                 |
| --------------- | -------------------------------------- |
| 비엣젯 항공     | 하노이, 나트랑, 하이퐁, 다낭, 빈, 달랏 |
| 베트남항공      | 하노이, 꼰다오, 푸꾸옥, 다낭           |
| 바스코 항공     | 푸꾸옥, 꼰다오                         |
| 뱀부 에어웨이스 | 하노이                                 |

### 국제선
| 항공사      | 목적지             |
| ----------- | ------------------ |
| 비엣젯 항공 | 타이베이(타오위안) |
| 에어 아시아 | 쿠알라룸푸르       |

## 같이 보기
- 베트남의 공항 목록